# Number 1's (album de Destiny's Child)
Cet article concerne l'album de Destiny's Child. Pour l'album de Mariah Carey, voir Number 1's.
Pour les articles homonymes, voir Number Ones (homonymie).
Albums de Destiny's Child
Destiny Fulfilled
(2004) Mathew Knowles & Music World Present Vol.1: Love Destiny
(2008)
Singles
#1's est une compilation sortie par le groupe de R'n'B Destiny's Child contenant des chansons de leurs albums The Writing's on the Wall, Survivor, This Is The Remix, et Destiny Fulfilled. Bien qu'il contienne No, No, No Part II, la version utilisée est une forme raccourcie de l'Extended Remix présente sur l'album remix, ce qui signifie qu'aucune chanson réelle de leur premier album éponyme a été utilisé.
Elle est sortie le 25 octobre 2005, prenant la première place du classement des albums Billboard 200 et la sixième dans le UK Album Chart. C'est la meilleure vente d'une compilation par un groupe féminin et il a été leur premier album à atteindre la première place du classement des albums aux États-Unis après Survivor en 2001.

## Performance dans les classements
#1's débute premier dans le Billboard 200 et dans le classement Top R&B/Hip-Hop Albums, avec 113 000 exemplaires vendus dans sa première semaine. Selon Billboard, c'est le nombre de ventes en première semaine le plus bas d'un album numéro un dans l'histoire du classement. La compilation s'est vendu à 1,1 million d'exemplaires aux États-Unis durant le printemps 2006 selon Nielsen SoundScan et a été certifié disque de platine par le Recording Industry Association of America.
Au Japon, #1's débute à la première place, avec 154 000 exemplaires vendus dans sa première semaine et a été certifié ensuite double disque de platine, se vendant à plus d'un demi-million d'exemplaires dans le pays. L'album s'est vendu à 3,5 millions d'exemplaires et devient la compilation la plus vendue pour un groupe entièrement féminin.

### Classements
| Classement (2005) | Meilleure position | Certification | Ventes    |
| ----------------- | ------------------ | ------------- | --------- |
| États-Unis        | 1                  | Platine       | 1 700 000 |
| Royaume-Uni       | 6                  | 2 × Platine   | 600 000   |
| Argentine         | -                  | Or            | 20 000    |
| Australie         | 10                 | Platine       | 70 000    |
| Japon             | 1                  | 2 × Platine   | 592 145,  |
| Nouvelle-Zélande  | 3                  | Platine       | 15 000    |
| Suède             | 3                  | Platine       | 20 000    |

## Liste des pistes
| 1.    | Stand Up for Love (Hymne de la journée mondiale des enfants 2005)        | D. Foster, A. Foster-Gillies                                                                   | 4:45 |
| 2.    | Independent Women Part I (Version #1's, de Survivor)                     | B. Knowles, S. Barnes, C. Rooney, J. C. Olivier                                                | 3:36 |
| 3.    | Survivor (Version #1's, de Survivor)                                     | B. Knowles, A. Dent, M. Knowle                                                                 | 3:49 |
| 4.    | Soldier (avec T.I. & Lil Wayne, version radio, de Destiny Fulfilled)     | B. Knowles, K. Rowland, M. Williams, R. Harrison, S. Garrett, D. Carter, C. Harris             | 4:05 |
| 5.    | Check on It (Beyoncé avec Slim Thug, de La panthère rose)                | B. Knowles, K. Dean, S. Garrett, A. Beyincé, S. Thomas                                         | 3:32 |
| 6.    | Jumpin', Jumpin' (de The Writing's on the Wall)                          | B. Knowles, R. Moore, C. Elliot                                                                | 3:49 |
| 7.    | Lose My Breath (Version de #1's, de Destiny Fulfilled)                   | B. Knowles, K. Rowland, M. Williams, R. Jerkins, F. Jerkins, S. Garrett, L. Daniels, S. Carter | 3:33 |
| 8.    | Say My Name (Version #1's, de The Writing's on the Wall)                 | R. Jerkins, F. Jerkins, L. Daniels, B. Knowles, L. Luckett, K. Rowland, L. Roberson            | 4:01 |
| 9.    | Emotion (de Survivor)                                                    | B. Gibb, R. Gibb, B. Knowles                                                                   | 3:56 |
| 10.   | Bug a Boo (Version #1's, de The Writing's on the Wall)                   | K. Briggs, Kandi, B. Knowles, L. Luckett, L. Roberson, K. Rowland                              | 3:23 |
| 11.   | Bootylicious (de Survivor)                                               | B. Knowles, R. Fusari, F. Moore, S. Nicks                                                      | 3:29 |
| 12.   | Bills, Bills, Bills (Version #1's, de The Writing's on the Wall)         | K. Briggs, Kandi, B. Knowles, L. Luckett, K. Rowland                                           | 3:45 |
| 13.   | Girl (Version #1's, de Destiny Fulfilled)                                | B. Knowles, K. Rowland, M. Williams, P. Douthit, S. Garrett, D. Davis, E. Robinson, A. Beyincé | 3:27 |
| 14.   | No, No, No Part 2 (avec Wyclef Jean, Version #1's, de This Is the Remix) | V. Herbert, R. Fusari, M. Brown, C. Gaines                                                     | 3:15 |
| 15.   | Cater 2 U (de Destiny Fulfilled)                                         | B. Knowles, K. Rowland, M. Williams, R. Jerkins, R. Lewis, R. Waller                           | 4:07 |
| 16.   | Feel the Same Way I Do                                                   | R. Jerkins, B. Knowles, R. Lewis, K. Rowland, M. Williams, L. Daniels, F. Jerkins              | 4:06 |
| 60:28 |                                                                          |                                                                                                |      |

Production: Beyoncé Knowles, LaShawn Daniels, Kevin She'kspere Briggs

### Pistes bonus
- Brown Eyes (Piste bonus internationale)
- So Good (Piste bonus pour le Japon)
- Nasty Girl (Piste bonus pour le Japon)

### Version DualDisc
Cette édition est un disque double face avec l'album CD d'un côté (liste des pistes ci-dessus) et un DVD sur l'autre regroupant des clips vidéos:
1. Live in Atlanta (Bande-annonce DVD)
2. No, No, No Part 2 (avec Wyclef Jean)
3. Say My Name
4. Survivor
5. Bootylicious
6. Independent Women Part I
7. Lose My Breath
8. Soldier (avec T.I and Lil Wayne)
9. Cater 2 U

- Cette édition et les notes sont pas correctement imprimés pour sept clip vidéos de la face DVD, que l'on croit être parce que, la membre Michelle Williams, n'apparaît dans la vidéo de No, No, No Part 2.

### DVD exclusif Wal-Mart
L'album est sorti comme un double pack exclusive pour Wal-Mart avec le CD et un DVD spécial intitulé Fan Pack II.
Liste des pistes du DVD:
- Girl (Performance Live)
- Cater 2 U (Performance Live)
- On The Road with Destiny's Child and The Ronald McDonald House
- Video Megamix featuring Lose My Breath
- Kelly Rowland - Train on a Track (Clip vidéo)
- Michelle Williams - Do You Know (Clip vidéo)
- Beyoncé - Me, Myself and I (Music Video)
- Live in Atlanta (Bande-annonce DVD)

Le double pack exclusive était disponible chez Wal-Mart pour un temps limité.